# تشارلز إي. باترسون
تشارلز إي. باترسون (بالإنجليزية: Charles E. Patterson)‏ هو سياسي أمريكي، ولد في 3 مايو 1842، وتوفي في 1913. انتخب عضو جمعية ولاية نيويورك.